# Гунольд фон Алефельд
Гунольд фон Алефельд (нім. Hunold von Ahlefeld; 2 квітня 1923, Лінц — ?) — німецький офіцер-підводник, оберлейтенант-цур-зее крігсмаріне.

## Звання
- Кандидат в офіцери (23 вересня 1940)
- Фенріх-цур-зее (1 серпня 1941)
- Оберфенріх-цур-зее (1 липня 1942)
- Лейтенант-цур-зее (1 січня 1943)
- Оберлейтенант-цур-зее (1 жовтня 1944)

## Нагороди
- Нагрудний знак мінних тральщиків (31 травня 1941)
- Залізний хрест 2-го класу (26 червня 1942)
- Нагрудний знак підводника (26 червня 1942)
- Фронтова планка підводника в бронзі (10 жовтня 1944)
- Нагрудний знак «За поранення» в чорному (28 березня 1945)